# Códigos dos países (M)
- A
- B
- C
- D–E
- F
- G
- H–I
- J–K
- L
- M
- N
- O–Q
- R
- S
- T
- U–Z

## Macau
| ISO 3166-1 numérico 446         | ISO 3166-1 alfa-3 MAC    | ISO 3166-1 alfa-2 MO              | ICAO cod aeroporto prefixo(s) VM  |
| E.164 cód tel(s) +853           | COI cód país —           | TLD cod país .mo                  | ICAO aeronave regis. prefixo(s) — |
| E.212 Mobile código país(s) 455 | OTAN Cód três-letras —   | OTAN Cód duas-letras (obsoleto) — | LOC MARC código(s) MH             |
| ITU Marítima ID (s) —           | ITU código de letras MAC | FIPS código de país(es) MC        | Licença código chapa —            |
| GS1 GTIN prefixo(s) 958         | UNDP códigos de país MAC | WMO códigos de país MU            | ITU prefixos indicativo XXA-XXZ   |

## Macedônia do Norte
| ISO 3166-1 numérico 807         | ISO 3166-1 alfa-3 MKD    | ISO 3166-1 alfa-2 MK              | ICAO cod aeroporto prefixo(s) LW  |
| E.164 cód tel(s) +389           | COI cód país —           | TLD cod país .mk                  | ICAO aeronave regis. prefixo(s) — |
| E.212 Mobile código país(s) 294 | OTAN Cód três-letras —   | OTAN Cód duas-letras (obsoleto) — | LOC MARC código(s) XN             |
| ITU Marítima ID (s) —           | ITU código de letras MKD | FIPS código de país(es) MK        | Licença código chapa MK           |
| GS1 GTIN prefixo(s) 531         | UNDP códigos de país MCD | WMO códigos de país MJ            | ITU prefixos indicativo Z3A-Z3Z   |

## Madagáscar
| ISO 3166-1 numérico 450         | ISO 3166-1 alfa-3 MDG    | ISO 3166-1 alfa-2 MG              | ICAO cod aeroporto prefixo(s) FMM, FMN, FMS |
| E.164 cód tel(s) +261           | COI cód país —           | TLD cod país .mg                  | ICAO aeronave regis. prefixo(s) —           |
| E.212 Mobile código país(s) 646 | OTAN Cód três-letras —   | OTAN Cód duas-letras (obsoleto) — | LOC MARC código(s) MG                       |
| ITU Marítima ID (s) —           | ITU código de letras MDG | FIPS código de país(es) MA        | Licença código chapa RM                     |
| GS1 GTIN prefixo(s) —           | UNDP códigos de país MAG | WMO códigos de país MG            | ITU prefixos indicativo 5RA-5SZ, 6XA-6XZ    |

## Malawi
| ISO 3166-1 numérico 454         | ISO 3166-1 alfa-3 MWI    | ISO 3166-1 alfa-2 MW              | ICAO cod aeroporto prefixo(s) FW  |
| E.164 cód tel(s) +265           | COI cód país —           | TLD cod país .mw                  | ICAO aeronave regis. prefixo(s) — |
| E.212 Mobile código país(s) 650 | OTAN Cód três-letras —   | OTAN Cód duas-letras (obsoleto) — | LOC MARC código(s) MW             |
| ITU Marítima ID (s) —           | ITU código de letras MWI | FIPS código de país(es) MI        | Licença código chapa MW           |
| GS1 GTIN prefixo(s) —           | UNDP códigos de país MLW | WMO códigos de país MW            | ITU prefixos indicativo 7QA-7QZ   |

## Malásia
| ISO 3166-1 numérico 458         | ISO 3166-1 alfa-3 MYS    | ISO 3166-1 alfa-2 MY              | ICAO cod aeroporto prefixo(s) WB, WM     |
| E.164 cód tel(s) +60            | COI cód país —           | TLD cod país .my                  | ICAO aeronave regis. prefixo(s) —        |
| E.212 Mobile código país(s) 502 | OTAN Cód três-letras —   | OTAN Cód duas-letras (obsoleto) — | LOC MARC código(s) MY                    |
| ITU Marítima ID (s) —           | ITU código de letras MLA | FIPS código de país(es) MY        | Licença código chapa MAL                 |
| GS1 GTIN prefixo(s) 955         | UNDP códigos de país MAL | WMO códigos de país MS            | ITU prefixos indicativo 9MA-9MZ, 9WA-9WZ |

## Maldivas
| ISO 3166-1 numérico 462         | ISO 3166-1 alfa-3 MDV    | ISO 3166-1 alfa-2 MV              | ICAO cod aeroporto prefixo(s) VR     |
| E.164 cód tel(s) +960           | COI cód país —           | TLD cod país .mv                  | ICAO aeronave regis. prefixo(s) —    |
| E.212 Mobile código país(s) 472 | OTAN Cód três-letras —   | OTAN Cód duas-letras (obsoleto) — | LOC MARC código(s) XC                |
| ITU Marítima ID (s) —           | ITU código de letras MLD | FIPS código de país(es) MV        | Licença código chapa MV (unofficial) |
| GS1 GTIN prefixo(s) —           | UNDP códigos de país MDV | WMO códigos de país MV            | ITU prefixos indicativo 8QA-8QZ      |

## Mali
| ISO 3166-1 numérico 466         | ISO 3166-1 alfa-3 MLI    | ISO 3166-1 alfa-2 ML              | ICAO cod aeroporto prefixo(s) GA  |
| E.164 cód tel(s) +223           | COI cód país —           | TLD cod país .ml                  | ICAO aeronave regis. prefixo(s) — |
| E.212 Mobile código país(s) 610 | OTAN Cód três-letras —   | OTAN Cód duas-letras (obsoleto) — | LOC MARC código(s) ML             |
| ITU Marítima ID (s) —           | ITU código de letras MLI | FIPS código de país(es) ML        | Licença código chapa RMM          |
| GS1 GTIN prefixo(s) —           | UNDP códigos de país MLI | WMO códigos de país MI            | ITU prefixos indicativo TZA-TZZ   |

## Malta
| ISO 3166-1 numérico 470         | ISO 3166-1 alfa-3 MLT    | ISO 3166-1 alfa-2 MT              | ICAO cod aeroporto prefixo(s) LM  |
| E.164 cód tel(s) +356           | COI cód país —           | TLD cod país .mt                  | ICAO aeronave regis. prefixo(s) — |
| E.212 Mobile código país(s) 278 | OTAN Cód três-letras —   | OTAN Cód duas-letras (obsoleto) — | LOC MARC código(s) MM             |
| ITU Marítima ID (s) —           | ITU código de letras MLT | FIPS código de país(es) MT        | Licença código chapa M            |
| GS1 GTIN prefixo(s) 535         | UNDP códigos de país MAT | WMO códigos de país ML            | ITU prefixos indicativo 9HA-9HZ   |

## Ilhas Marshall
| ISO 3166-1 numérico 584         | ISO 3166-1 alfa-3 MHL    | ISO 3166-1 alfa-2 MH              | ICAO cod aeroporto prefixo(s) EN, PK |
| E.164 cód tel(s) +692           | COI cód país —           | TLD cod país .mh                  | ICAO aeronave regis. prefixo(s) —    |
| E.212 Mobile código país(s) 551 | OTAN Cód três-letras —   | OTAN Cód duas-letras (obsoleto) — | LOC MARC código(s) XE                |
| ITU Marítima ID (s) —           | ITU código de letras MHL | FIPS código de país(es) RM        | Licença código chapa MH (unofficial) |
| GS1 GTIN prefixo(s) —           | UNDP códigos de país MAS | WMO códigos de país MH            | ITU prefixos indicativo V7A-V7Z      |

## Martinica
| ISO 3166-1 numérico 474         | ISO 3166-1 alfa-3 MTQ    | ISO 3166-1 alfa-2 MQ              | ICAO cod aeroporto prefixo(s) TF  |
| E.164 cód tel(s) +596           | COI cód país —           | TLD cod país .mq                  | ICAO aeronave regis. prefixo(s) — |
| E.212 Mobile código país(s) 340 | OTAN Cód três-letras —   | OTAN Cód duas-letras (obsoleto) — | LOC MARC código(s) MQ             |
| ITU Marítima ID (s) —           | ITU código de letras MRT | FIPS código de país(es) MB        | Licença código chapa —            |
| GS1 GTIN prefixo(s) —           | UNDP códigos de país MAQ | WMO códigos de país MR            | ITU prefixos indicativo —         |

## Mauritânia
| ISO 3166-1 numérico 478         | ISO 3166-1 alfa-3 MRT    | ISO 3166-1 alfa-2 MR              | ICAO cod aeroporto prefixo(s) GQ  |
| E.164 cód tel(s) +222           | COI cód país —           | TLD cod país .mr                  | ICAO aeronave regis. prefixo(s) — |
| E.212 Mobile código país(s) 609 | OTAN Cód três-letras —   | OTAN Cód duas-letras (obsoleto) — | LOC MARC código(s) MU             |
| ITU Marítima ID (s) —           | ITU código de letras MTN | FIPS código de país(es) MR        | Licença código chapa RIM          |
| GS1 GTIN prefixo(s) —           | UNDP códigos de país MAU | WMO códigos de país MT            | ITU prefixos indicativo 5TA-5TZ   |

## Ilhas Maurícias
| ISO 3166-1 numérico 480         | ISO 3166-1 alfa-3 MUS    | ISO 3166-1 alfa-2 MU              | ICAO cod aeroporto prefixo(s) FI  |
| E.164 cód tel(s) +230           | COI cód país —           | TLD cod país .mu                  | ICAO aeronave regis. prefixo(s) — |
| E.212 Mobile código país(s) 617 | OTAN Cód três-letras —   | OTAN Cód duas-letras (obsoleto) — | LOC MARC código(s) MF             |
| ITU Marítima ID (s) —           | ITU código de letras MAU | FIPS código de país(es) MP        | Licença código chapa MS           |
| GS1 GTIN prefixo(s) 609         | UNDP códigos de país MAR | WMO códigos de país MA            | ITU prefixos indicativo 3BA-3BZ   |

## Mayotte
| ISO 3166-1 numérico 175       | ISO 3166-1 alfa-3 MYT    | ISO 3166-1 alfa-2 YT              | ICAO cod aeroporto prefixo(s) FM  |
| E.164 cód tel(s) +269         | COI cód país —           | TLD cod país .yt                  | ICAO aeronave regis. prefixo(s) — |
| E.212 Mobile código país(s) — | OTAN Cód três-letras —   | OTAN Cód duas-letras (obsoleto) — | LOC MARC código(s) OT             |
| ITU Marítima ID (s) —         | ITU código de letras MYT | FIPS código de país(es) MF        | Licença código chapa —            |
| GS1 GTIN prefixo(s) —         | UNDP códigos de país —   | WMO códigos de país —             | ITU prefixos indicativo —         |

## México
| ISO 3166-1 numérico 484         | ISO 3166-1 alfa-3 MEX    | ISO 3166-1 alfa-2 MX              | ICAO cod aeroporto prefixo(s) MM                |
| E.164 cód tel(s) +52            | COI cód país —           | TLD cod país .mx                  | ICAO aeronave regis. prefixo(s) —               |
| E.212 Mobile código país(s) 334 | OTAN Cód três-letras —   | OTAN Cód duas-letras (obsoleto) — | LOC MARC código(s) MX                           |
| ITU Marítima ID (s) —           | ITU código de letras MEX | FIPS código de país(es) MX        | Licença código chapa MEX                        |
| GS1 GTIN prefixo(s) 750         | UNDP códigos de país MEX | WMO códigos de país MX            | ITU prefixos indicativo 4AA-4CZ,6DA-6JZ,XAA-XIZ |

## Estados Federados da Micronésia
| ISO 3166-1 numérico 583         | ISO 3166-1 alfa-3 FSM    | ISO 3166-1 alfa-2 FM              | ICAO cod aeroporto prefixo(s) PT      |
| E.164 cód tel(s) +691           | COI cód país —           | TLD cod país .fm                  | ICAO aeronave regis. prefixo(s) —     |
| E.212 Mobile código país(s) 550 | OTAN Cód três-letras —   | OTAN Cód duas-letras (obsoleto) — | LOC MARC código(s) FM                 |
| ITU Marítima ID (s) —           | ITU código de letras FSM | FIPS código de país(es) FM        | Licença código chapa FSM (unofficial) |
| GS1 GTIN prefixo(s) —           | UNDP códigos de país MIC | WMO códigos de país KA            | ITU prefixos indicativo V6A—V6Z       |

## Moldávia
| ISO 3166-1 numérico 498         | ISO 3166-1 alfa-3 MDA    | ISO 3166-1 alfa-2 MD              | ICAO cod aeroporto prefixo(s) LU  |
| E.164 cód tel(s) +373           | COI cód país —           | TLD cod país .md                  | ICAO aeronave regis. prefixo(s) — |
| E.212 Mobile código país(s) 259 | OTAN Cód três-letras —   | OTAN Cód duas-letras (obsoleto) — | LOC MARC código(s) MV             |
| ITU Marítima ID (s) —           | ITU código de letras MDA | FIPS código de país(es) MD        | Licença código chapa MD           |
| GS1 GTIN prefixo(s) 484         | UNDP códigos de país MOL | WMO códigos de país RM            | ITU prefixos indicativo ERA-ERZ   |

## Mónaco
| ISO 3166-1 numérico 492         | ISO 3166-1 alfa-3 MCO    | ISO 3166-1 alfa-2 MC              | ICAO cod aeroporto prefixo(s) LN  |
| E.164 cód tel(s) +377           | COI cód país —           | TLD cod país .mc                  | ICAO aeronave regis. prefixo(s) — |
| E.212 Mobile código país(s) 212 | OTAN Cód três-letras —   | OTAN Cód duas-letras (obsoleto) — | LOC MARC código(s) MC             |
| ITU Marítima ID (s) —           | ITU código de letras MCO | FIPS código de país(es) MN        | Licença código chapa MC           |
| GS1 GTIN prefixo(s) —           | UNDP códigos de país MNC | WMO códigos de país M3            | ITU prefixos indicativo 3AA-3AZ   |

## Mongólia
| ISO 3166-1 numérico 496         | ISO 3166-1 alfa-3 MNG    | ISO 3166-1 alfa-2 MN              | ICAO cod aeroporto prefixo(s) ZM  |
| E.164 cód tel(s) +976           | COI cód país —           | TLD cod país .mn                  | ICAO aeronave regis. prefixo(s) — |
| E.212 Mobile código país(s) 428 | OTAN Cód três-letras —   | OTAN Cód duas-letras (obsoleto) — | LOC MARC código(s) MP             |
| ITU Marítima ID (s) —           | ITU código de letras MNG | FIPS código de país(es) MG        | Licença código chapa MGL          |
| GS1 GTIN prefixo(s) 865         | UNDP códigos de país MON | WMO códigos de país MO            | ITU prefixos indicativo JTA-JVZ   |

## Montenegro
| ISO 3166-1 numérico 499         | ISO 3166-1 alfa-3 MNE    | ISO 3166-1 alfa-2 ME              | ICAO cod aeroporto prefixo(s) LY  |
| E.164 cód tel(s) +382           | COI cód país —           | TLD cod país .me                  | ICAO aeronave regis. prefixo(s) — |
| E.212 Mobile código país(s) 297 | OTAN Cód três-letras —   | OTAN Cód duas-letras (obsoleto) — | LOC MARC código(s) MO             |
| ITU Marítima ID (s) —           | ITU código de letras MNE | FIPS código de país(es) MJ        | Licença código chapa MNE          |
| GS1 GTIN prefixo(s) —           | UNDP códigos de país —   | WMO códigos de país M4            | ITU prefixos indicativo 4OA-4OZ   |

## Monserrate
| ISO 3166-1 numérico 500         | ISO 3166-1 alfa-3 MSR    | ISO 3166-1 alfa-2 MS              | ICAO cod aeroporto prefixo(s) TR  |
| E.164 cód tel(s) +1 664         | COI cód país —           | TLD cod país .ms                  | ICAO aeronave regis. prefixo(s) — |
| E.212 Mobile código país(s) 354 | OTAN Cód três-letras —   | OTAN Cód duas-letras (obsoleto) — | LOC MARC código(s) MJ             |
| ITU Marítima ID (s) —           | ITU código de letras MSR | FIPS código de país(es) MH        | Licença código chapa —            |
| GS1 GTIN prefixo(s) —           | UNDP códigos de país MOT | WMO códigos de país M2            | ITU prefixos indicativo —         |

## Marrocos
| ISO 3166-1 numérico 504         | ISO 3166-1 alfa-3 MAR    | ISO 3166-1 alfa-2 MA              | ICAO cod aeroporto prefixo(s) GM         |
| E.164 cód tel(s) +212           | COI cód país —           | TLD cod país .ma                  | ICAO aeronave regis. prefixo(s) —        |
| E.212 Mobile código país(s) 604 | OTAN Cód três-letras —   | OTAN Cód duas-letras (obsoleto) — | LOC MARC código(s) MR                    |
| ITU Marítima ID (s) —           | ITU código de letras MRC | FIPS código de país(es) MO        | Licença código chapa MA                  |
| GS1 GTIN prefixo(s) 611         | UNDP códigos de país MOR | WMO códigos de país MC            | ITU prefixos indicativo 5CA-5GZ, CNA-CNZ |

## Moçambique
| ISO 3166-1 numérico 508         | ISO 3166-1 alfa-3 MOZ    | ISO 3166-1 alfa-2 MZ              | ICAO cod aeroporto prefixo(s) FQ  |
| E.164 cód tel(s) +258           | COI cód país —           | TLD cod país .mz                  | ICAO aeronave regis. prefixo(s) — |
| E.212 Mobile código país(s) 643 | OTAN Cód três-letras —   | OTAN Cód duas-letras (obsoleto) — | LOC MARC código(s) MZ             |
| ITU Marítima ID (s) —           | ITU código de letras MOZ | FIPS código de país(es) MZ        | Licença código chapa MOC          |
| GS1 GTIN prefixo(s) —           | UNDP códigos de país MOZ | WMO códigos de país MZ            | ITU prefixos indicativo C8A-C9Z   |